# Olios morbillosus
Olios morbillosus là một loài nhện trong họ Sparassidae.
Loài này thuộc chi Olios. Olios morbillosus được Alexander Macleay miêu tả năm 1827.